# Arno Holz

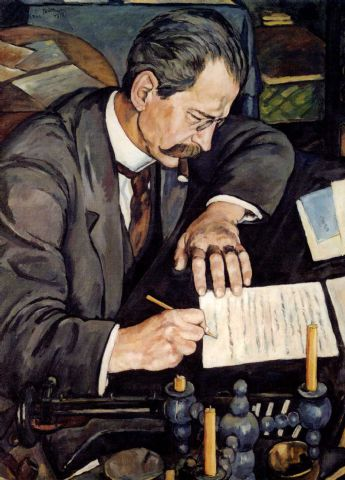
Porträt von Arno Holz, erstellt von Erich Büttner (1916)

Arno Hermann Oscar Alfred Holz (Pseudonyme: Bjarne P. Holmsen (zusammen mit Johannes Schlaf), Hans Volkmar (zusammen mit Oskar Jerschke); * 26. April 1863 in Rastenburg, Ostpreußen; † 26. Oktober 1929 in Berlin) war ein deutscher Dichter und Dramatiker des Naturalismus und Impressionismus. Als seine Hauptwerke gelten die gemeinsam mit Johannes Schlaf verfassten beiden Arbeiten Papa Hamlet (1889) und Die Familie Selicke (1890) sowie der Gedichtband Phantasus (1898).

## Leben
Arno Holz wurde in Rastenburg als Sohn des Apothekers Hermann Holz (1825–1886) und seiner Gattin Franziska geb. Werner (1833–1920) geboren. 1875 zog die Familie nach Berlin. Nachdem er das Gymnasium aus ökonomischen Gründen hatte abbrechen müssen, arbeitete Arno Holz ab 1881 zunächst als Journalist, entschied sich dann aber für eine Existenz als freier Schriftsteller. Finanzielle Probleme begleiteten fortan sein Leben. Er knüpfte Kontakte zum Berliner Naturalistenverein Durch, in dem er unter anderem Gerhart Hauptmann kennenlernte. 1885 erhielt er für seinen Gedichtband Buch der Zeit den Schiller-Preis. Ab dieser Zeit beschäftigte sich Holz mit dem Darwinismus.
Ab 1888 lebte und arbeitete er mit Johannes Schlaf zusammen. Gemeinsam entwickelten sie in der programmatischen Schrift Die Kunst, ihr Wesen und ihre Gesetze die Theorie eines „konsequenten Naturalismus“, der auf exakte Milieuschilderung unter Einbeziehung auch umgangssprachlicher Elemente abzielte. Zugleich wollten sie jegliche Subjektivität eliminieren und möglichst wissenschaftlich sein. So kamen sie (wobei hinzugefügt werden muss, dass der Großteil der Schrift von Holz stammt) zu der Formel „Kunst = Natur − x“. Damit meinten sie, dass die Kunst so weit wie möglich der Natur entsprechen sollte und es also die Aufgabe des Künstlers wäre, das x aus der Formel möglichst klein sein zu lassen. Den theoretisch postulierten „konsequenten Naturalismus“ wandten sie praktisch in den unter dem gemeinsamen Pseudonym Bjarne P. Holmsen erschienenen Werken Papa Hamlet und Die Familie Selicke (Schauspiel, Uraufführung 1890 gleichzeitig am Stadttheater Magdeburg und an der Freien Bühne Berlin) an. Die Forderung, Kunst solle genaue Wiedergabe der Realität sein, führte zu neuen, experimentellen Ausdrucksweisen, beispielsweise zum „Sekundenstil“, in dem soziales Elend minutiös genau geschildert wird. Die Reaktionen auf Papa Hamlet waren äußerst verschieden. Die meisten Kritiker schrieben dagegen, aber es gab auch einige, wie zum Beispiel Theodor Fontane, die einen hohen künstlerischen Wert darin erkannten.
Als Johannes Schlaf sich mit Holz über die Einnahmen aus beiden Werken, die relativ gering waren, zu streiten begann, kam es zum Bruch. Holz behauptete, dass er mehr geleistet habe, und man kann an Textpassagen erkennen, dass zwar das Thema, also der Stoff beider Werke, von Schlaf stammt, aber die künstlerische Verarbeitung von Holz. Holz experimentierte nun in seiner Lyrik mit einem reimlosen Stil und gab die traditionellen Formregeln auf. Die Werke sollten vom „inneren Rhythmus“ bestimmt werden und frei von Reim und Versmaß sein. Programmatisch legt er diese Prinzipien in seiner Schrift Revolution der Lyrik (1899) nieder. Über die dort dargelegten „modernen“ Auffassungen geriet er mit dem Germanisten Richard M. Meyer in einen öffentlich ausgetragenen Streit. „Stürzt sich ein Kritiker auf einen Autor, so kann er von vornherein sicher sein, dass der Janhagel ihm Beifall johlt. Dreht sich dann aber mal ein Autor gegen einen Kritiker und verdrischt er ihn gar, nach allen Kanten und mit dem Knieriemen, so verdriesst dieses Schauspiel auch den Gebildeten und er runzelt missbilligend die Stirn. Missbilligend und – misstrauisch. Ich lege den Hauptton auf das Zweite. Ich halte es daher für unumgänglich nöthig, den Punkt, von dem ich hier ausgehe, mit aller Präzision festzulegen. Ich gehe davon aus, dass seit Jahr und Tag ein ‚System‘ gegen mich existirt, und dass Herr Richard M. Meyer eine der Stützen dieses Systems ist. Dieses System wird bereits auch von Dritten bemerkt.“
1893 heiratete Holz Emilie geb. Wittenberg, mit der er drei Söhne hatte.
Der 1896 begonnene, von Zolas Romanzyklus Rougon-Macquart inspirierte Dramenzyklus Berlin. Wende einer Zeit in Dramen, der auf ursprünglich 25 Stücke ausgelegt war, blieb bis auf drei Werke unvollendet: die Komödie Sozialaristokraten (1896) und die Erkenntnistragödien Sonnenfinsternis (1908) und Ignorabimus (1913). Die Dramen des Spätwerks fielen allesamt beim zeitgenössischen Theaterpublikum durch, die Buchausgaben fanden trotz zahlreicher Umarbeitungen kaum Käufer.
1898 veröffentlichte er seinen sprachlich virtuosen Gedichtband Phantasus, der als sein lyrisches Hauptwerk gilt. Die Gedichte über einen dahindämmernden, hungernden Dichter spiegeln das Milieu wider, in dem Holz im Berliner Wedding lebte. Am Phantasus hat Holz fast während seiner ganzen Schaffenszeit gearbeitet, da er die Gedichte der Sammlung vielfach abänderte und teils immer mehr erweiterte. Eine formale Besonderheit der Gedichte bestand darin, dass die einzelnen Verszeilen zentriert, das heißt, um eine gedachte Mittelachse gedruckt wurden, weshalb dieser Stil auch Mittelachsenlyrik genannt wird, so dass rechts und links ein Flatterrand entstand. Ein Beispiel ist die Reverenz an die St.-Georgs-Kirche in Rastenburg, die sich im Abschnitt Kindheitsparadies findet:
…

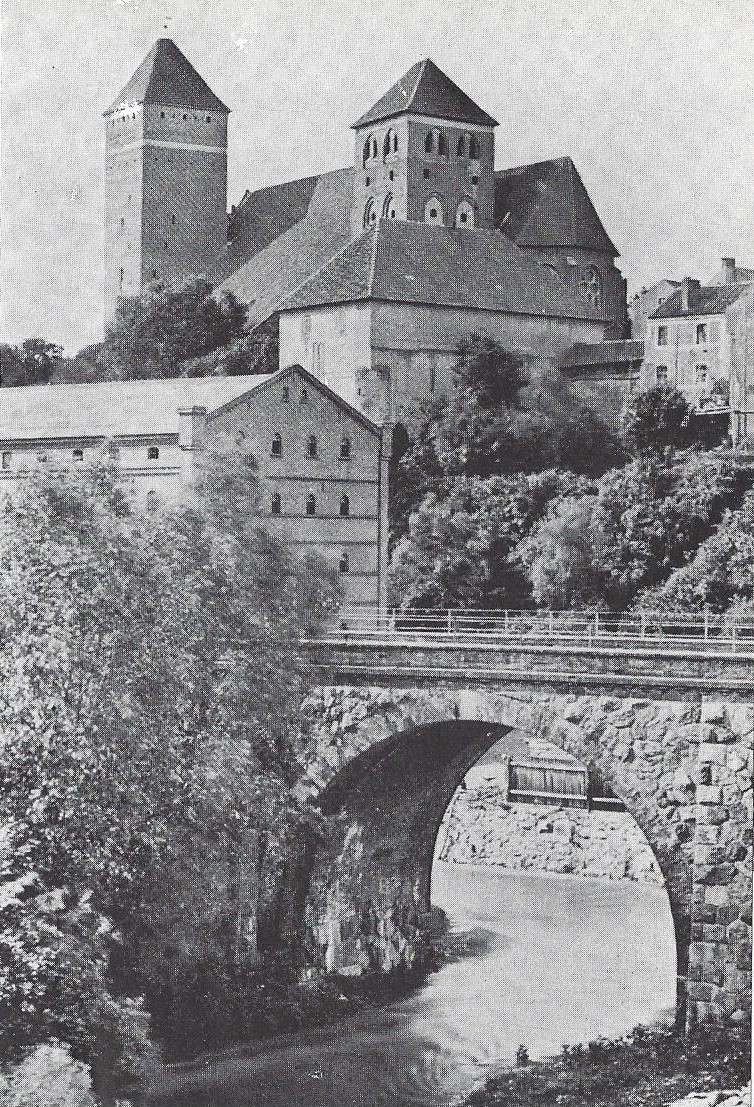
Foto der St.-Georgs-Kirche in Kętrzyn (Rastenburg) aus den 1920er Jahren (davor mit Walmdach die Johanneskirche)

landfernhin schauenden, landfernhin lugenden, landfernhin

sichtbaren

Burgbelfriedtürme

der massig, der mächtig, der

wuchtig

der

sturmtrotzig, ehrwürdig, bollwerkkühn,

letztzufluchtstark

stolzen,

feldsteinuntermauerten, ziegelstumpfbraunrötlichen,

berghügelkrönenden,

strebepfeilerigen, sternkreuzgewölbigen,

buntfensterigen

Sankt

Georgenkirche.
1894 veröffentlichte Arno Holz Großstadtmorgen, um die Ambivalenz und das Spannungsfeld zwischen Natur und aufkommender Großstadt darzustellen. Er wollte zeigen, wie die lebendige Natur mit der harschen, industriellen Großstadt kontrastiert und wie dieser Wandel den Menschen innerlich berührt. Das Gedicht reflektiert auch die moderne Großstadtgesellschaft mit ihren sozialen Gegensätzen und beschreibt die Gefühle der Isolation und Sehnsucht in einer schnelllebigen, urbanen Welt. 
Morgen! es ist ein Klang und eine Kraft,

Wie sie durch die Straßen rauschen, rauschen;

Die Häuser steh’n, wie von Dämonen geschafft,

Die Gassen schlaff an den Füßen lauschen.

Der Himmel grau, das Licht kalt und matt,

Doch Menschenherzen pochen und schlagen,

Und in des Lärms gewaltigem Spagat

Scheint Lebensmut und Angst sich zu jagen.

Die Straßen endlos ziehn und zerschellen,

Und Menschenmengen stieben und fließen,

Als müßten die Häuser die Straßen fällen

Und diese in Ströme zerspringen und sprießen.
Aufgrund Holz’ Initiative wurde 1902 in Berlin das Kartell lyrischer Autoren gegründet. 1903 schuf er die Lieder auf einer alten Laute, die der Dichtung des Barock nachempfunden waren. Dieser Gedichtband wurde später erweitert und als Dafnis bei Reinhard Piper verlegt, einer seiner äußerst wenigen finanziellen Erfolge. Die im Dafnis enthaltenen Gedichte waren von der Textgestaltung, von der Thematik und auch von der Stilistik Barockgedichte, die sich hauptsächlich um Feiern, Essen und erotische Begebenheiten drehen. Bekannt wurde die Tragikomödie Traumulus (1904), das erste von fünf gemeinsam mit dem Freund Oskar Jerschke unter dem Pseudonym Dr. Hans Volkmar verfassten Bühnenstücken. Traumulus wurde in der ersten Zeit nach der Veröffentlichung auf zahlreichen Bühnen gespielt. 1935 war das Stück Vorlage für den von Carl Froelich produzierten und inszenierten Tobis-Film mit Emil Jannings in der Titelrolle. Die Justizsatire Frei! und die Komödie Gaudeamus! kamen nie zur Aufführung, die Provinzkomödie Heimkehr wurde einige Male in Berlin gezeigt und lediglich die Justizposse Büxl kam in Wien, Frankfurt, Leipzig und Berlin zur Aufführung.
Im Jahr 1929 stand Holz auf der Kandidatenliste für den Literaturnobelpreis.
Von 1910 bis zu seinem Tod wohnte Arno Holz in Berlin-Schöneberg. 1926 ließ er sich von seiner Ehefrau Emilie scheiden und heiratete im selben Jahr Anita geb. Gewelke.

## Tod und Grabstätte

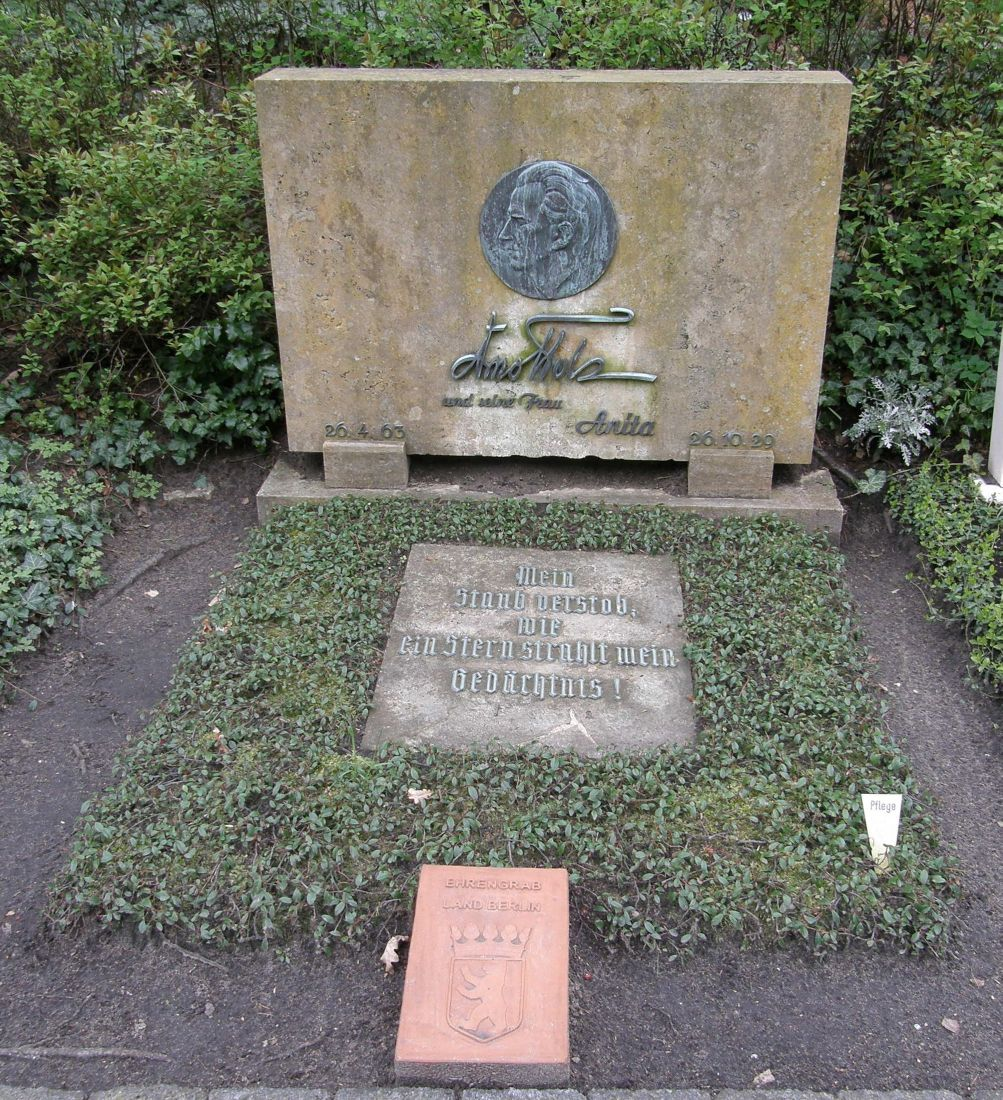
Ehrengrab von Arno Holz auf dem Friedhof Heerstraße in Berlin-Westend

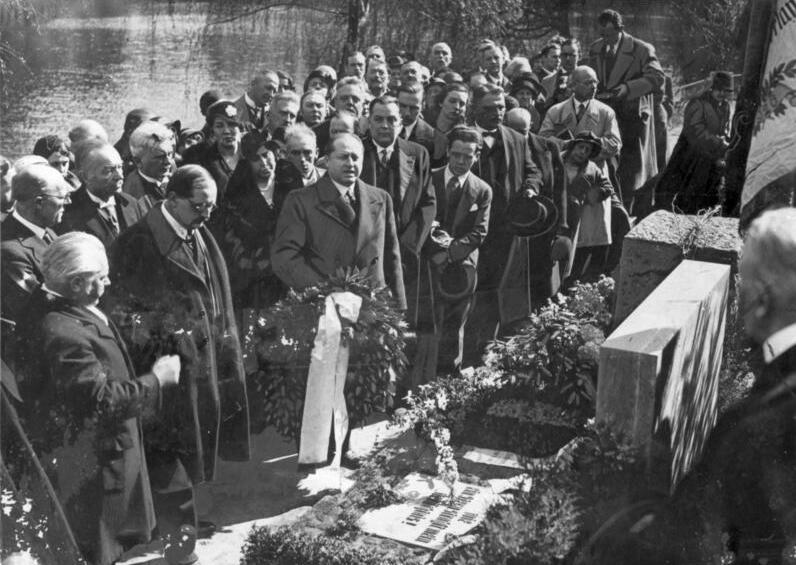
Einweihung des Ehrengrabs von Arno Holz am 26. April 1933, bei der Gottfried Benn einen Kranz niederlegt

Arno Holz starb nach längerem Leiden in der Nacht zum 26. Oktober 1929 im Alter von 66 Jahren in seiner Schöneberger Wohnung. Bei der Trauerfeier, die am 30. Oktober 1929 im Krematorium Wilmersdorf in einem kleinen, hauptsächlich aus Schriftstellern bestehenden Kreis stattfand, sprachen unter anderen Hans W. Fischer, Alfred Döblin und Alfred Richard Meyer. Die Urne wurde zunächst auf dem Friedhof Alt-Schöneberg beigesetzt.
1933 erfolgte die Umbettung von Arno Holz auf den Friedhof Heerstraße im heutigen Ortsteil Berlin-Westend. Die Einweihung des Grabmals fand am 70. Geburtstag des Verstorbenen statt, dem 26. April 1933. Gottfried Benn legte bei der Feier einen Kranz nieder im Namen der Preußischen Akademie der Künste, die sich mitten im Prozess der nationalsozialistischen Gleichschaltung befand. Den Grabstein mit Namenszug des Verstorbenen und einem großen bronzenen Portraitmedaillon im Profil schuf der Bildhauer Kurt Harald Isenstein. Die davor liegende Grabplatte trägt einen Vers aus seinem Werk Phantasus: „Mein Staub verstob, wie ein Stern strahlt mein Gedächtnis.“ Im Zweiten Weltkrieg zerstört, wurde das Grabmal später rekonstruiert. Die Witwe Anita Holz geb. Gewelke wurde 1975 ebenfalls hier bestattet.
Auf Beschluss des Berliner Senats ist die letzte Ruhestätte von Arno Holz auf dem Friedhof Heerstraße (Grablage: 3-B-27/28) seit 1952 nunmehr als Ehrengrab des Landes Berlin gewidmet. Die Widmung wurde 2016 um die inzwischen übliche Frist von zwanzig Jahren verlängert.
Der Nachlass von Arno Holz ging während des Zweiten Weltkriegs in Schlesien verloren. Danach übernahm es der Nachlassverwalter Max Wagner erneut, eine Sammlung zusammenzustellen. Diese befindet sich in den Historischen Sammlungen der Zentral- und Landesbibliothek Berlin. Auch das Deutsche Literaturarchiv Marbach verfügt über eine Sammlung; einige Manuskriptblätter des Phantasus sind im Literaturmuseum der Moderne in Marbach in der Dauerausstellung zu sehen.

## Ehrungen

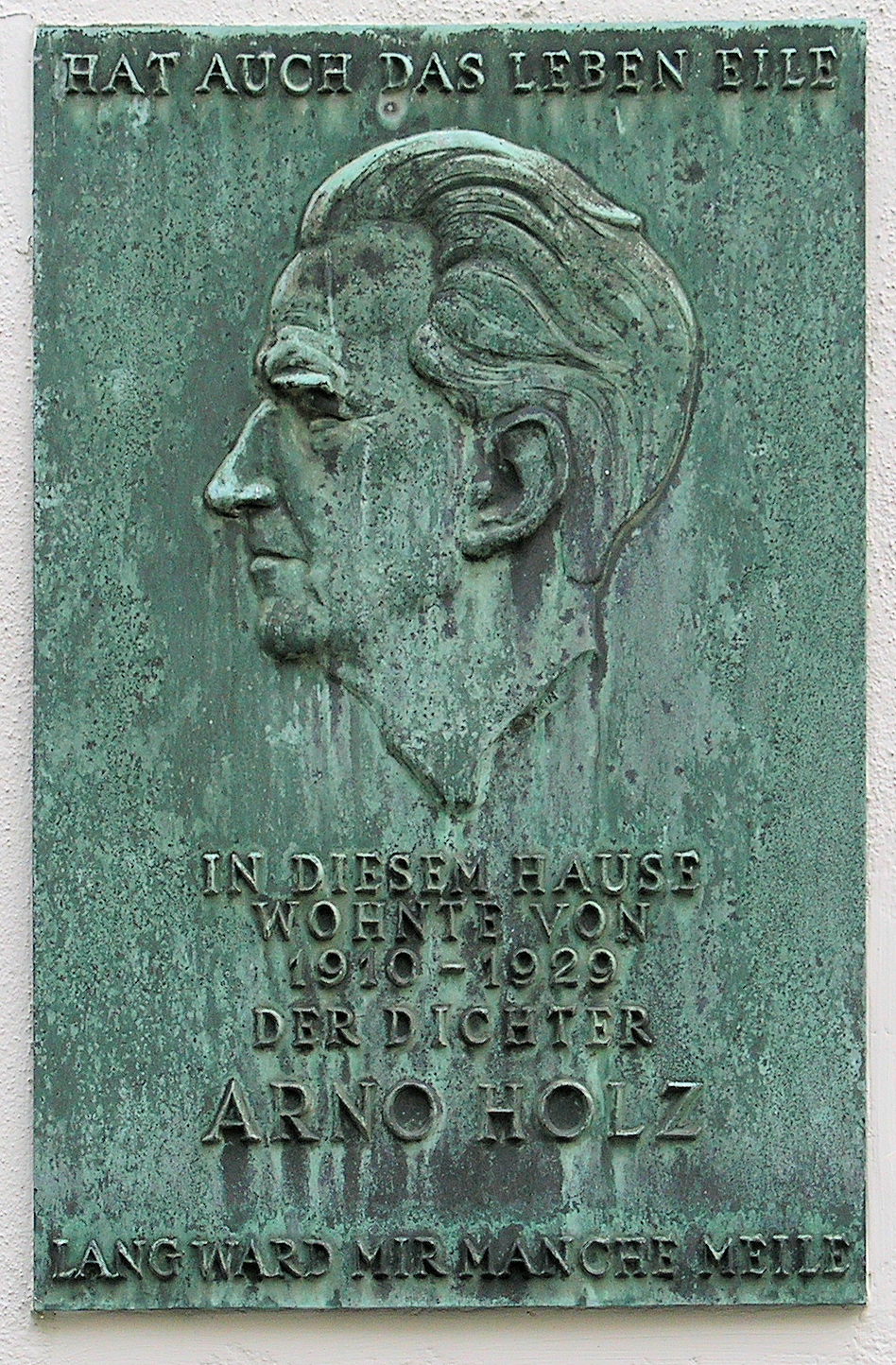
Gedenktafel am Haus Stübbenstraße 5, in Berlin-Schöneberg

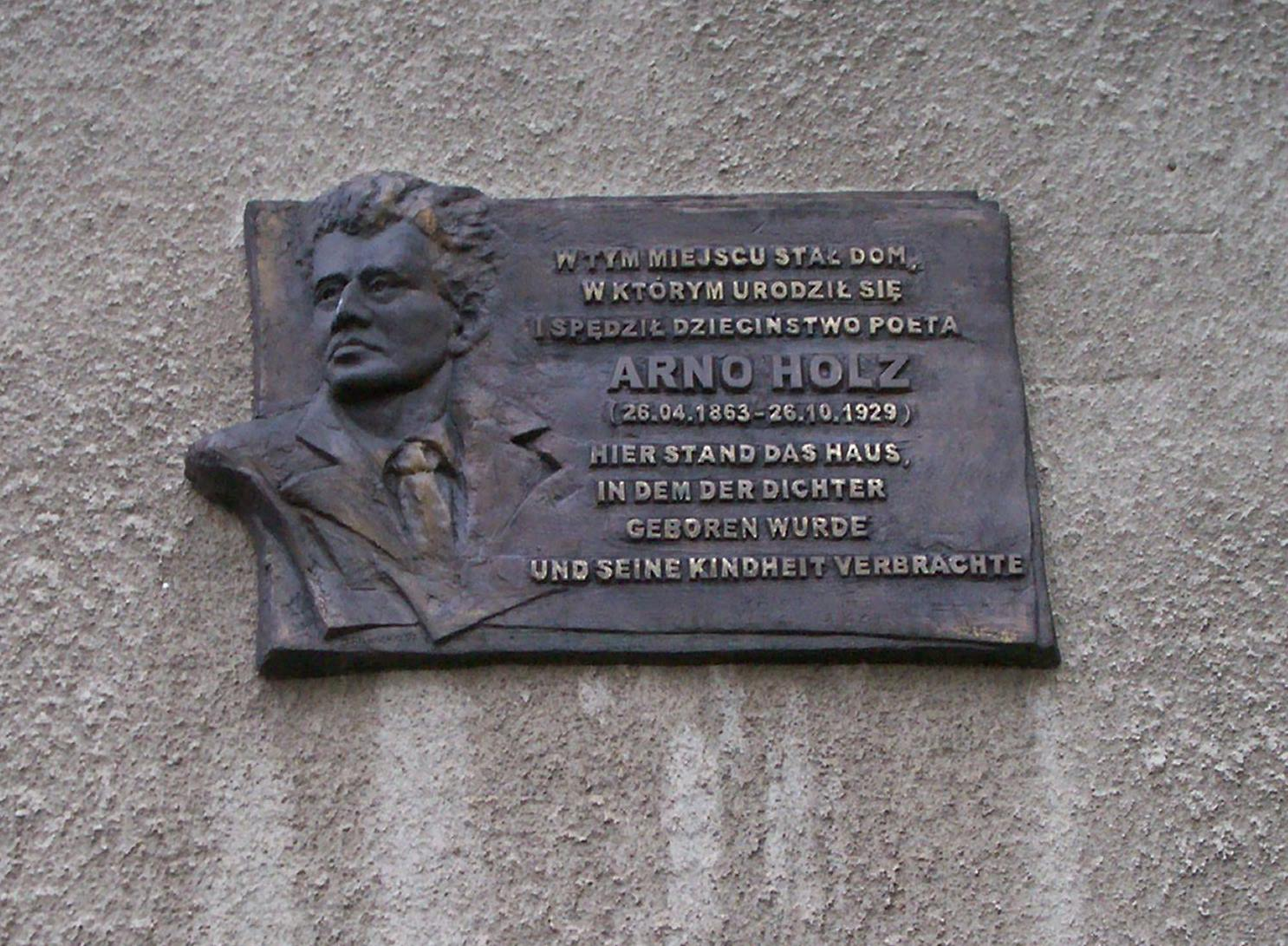
Gedenktafel in Holz’ Geburtsort Rastenburg

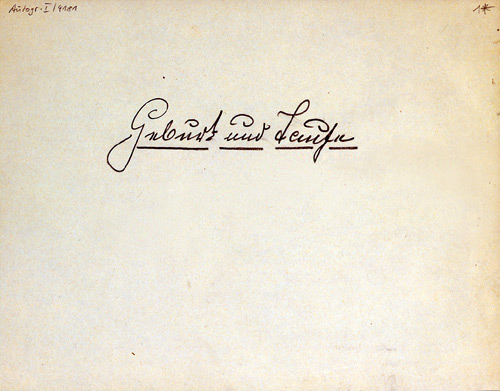
Geburt und Taufe, Gedichtmanuskript aus Phantasus, Kindheitsparadies, um 1916

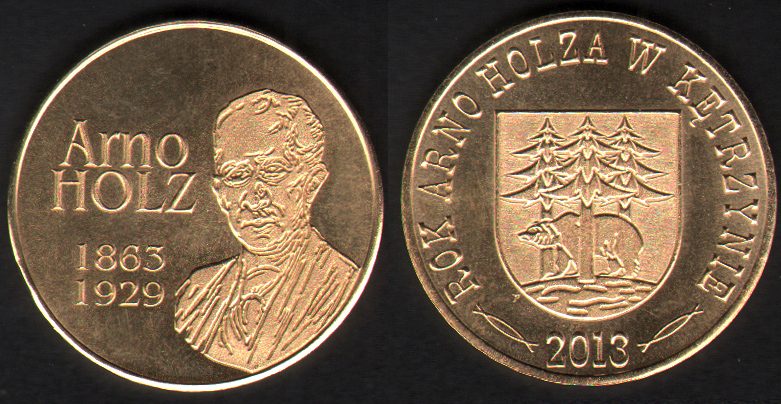
Arno-Holz-Medaille 2013

- 1885 Schiller-Preis (Preußen) für den Gedichtband Buch der Zeit
- 1923 Dr. phil. h. c. der Albertus-Universität Königsberg
- 1923 Stiftung einer Sammelmappe mit 30 Original-Graphiken (29 davon signiert) von zeitgenössischen deutschen Künstlern zum 60. Geburtstag
- 1926 Berufung in die Sektion für Dichtkunst der Preußischen Akademie der Künste
- 1929 stand Arno Holz zum fünften Mal hintereinander auf der Kandidatenliste für den Literatur-Nobelpreis 1929; durch seinen Tod im selben Jahr kam es nicht zu einer Entscheidung über eine Preisverleihung an ihn.
- 1929 mehrfache Ehrung der Stadt Rastenburg für ihren Sohn Arno Holz anlässlich der 600-Jahr-Feier der Stadt Rastenburg:
  - Verleihung der Ehrenbürgerschaft der Stadt Rastenburg
  - Umbenennung des Platzes Alter Markt in Arno-Holz-Platz
  - Anbringung einer Arno-Holz-Ehrentafel am Gebäude der Adler-Apotheke, dem Geburtshaus von Arno Holz
- 1933 Ehrengrab der Hauptstadt Berlin
- 1933 Ehrung zu seinem 70. Geburtstag mit Kranzniederlegung an seinem Grab im Namen der Deutschen Akademie der Dichtung durch den Arzt und Dichter Gottfried Benn
- 1935 Umbenennung der Schillerstraße in Berlin-Steglitz in Arno-Holz-Straße[13]
- 1938 Arno-Holz-Gedenkausstellung zu seinem 75. Geburtstag in der Berliner Stadtbibliothek
- 1952 Ehrengrab des Landes Berlin
- 1959 Gedenkausstellung Erinnerung an Arno Holz zu seinem 30. Todestag, Dortmund, Haus der Bibliotheken
- 1963 Gedenkausstellung Arno Holz und sein Werk zu seinem 100. Geburtstag, Amerika-Gedenkbibliothek / Berliner Zentralbibliothek, 26. April – 31. Mai 1963
- 1972 Arno Holz-Gedenkausstellung im Rahmen der Premiere der Komödie Sozialaristokraten von A. Holz im Großen und Kleinen Schauspielhaus, Dortmund
- 1979 Gedenkausstellung zu seinem 50. Todestag: Arno Holz, 1863–1929, Leben und Werk, Staatsbibliothek Preußischer Kulturbesitz, Berlin, 29. Juni – 25. August 1979
- 1985 Gedenkausstellung Arno Holz – Dachkammerpoet oder literarisches Genie? Trier, Universitätsbibliothek, Fachbereich Sprach- und Literaturwissenschaft der Universität, 14. Januar – 15. März 1985
- 1989 Enthüllung einer Berliner Gedenktafel am ehemaligen Wohnhaus in Berlin-Wedding, Reinickendorfer Str. 11/12 (2008 bei Fassadenarbeiten abgenommen)
- 1993 Anbringung einer Gedenktafel an seinem ehemaligen Wohnhaus in Berlin-Schöneberg, Stübbenstraße 5
- 1997 Enthüllung einer Gedenktafel mit Reliefporträt von Holz am Nachfolgebau des Geburtshauses in Kętrzyn, früher Rastenburg
- 1997 Gründung der Arno-Holz-Gesellschaft für deutsch-polnische Verständigung in Rastenburg/Kętrzyn
- 2006 Eröffnung der Arno-Holz-Dauerausstellung (Manuskriptblätter des Phantasus) im Literaturmuseum der Moderne in Marbach am Neckar
- 2013 Ausgabe einer Gedenkmedaille der Arno-Holz-Gesellschaft für polnisch-deutsche Verständigung in Kętrzyn zum 150. Geburtstag

Außer in Berlin und Dresden sind auch in einigen anderen deutschen Städten Straßen nach Arno Holz benannt.

## Werke
- Klinginsherz, 1883 (vgl. hierzu u. a. Scheuer 1971 u. Weller 2013)
- Die Dichtkunst der Jetztzeit, 1883
- Deutsche Weisen, gemeinsam mit Oskar Jerschke, 1884
- Buch der Zeit. Lieder eines Modernen, 1885 (vordatiert 1886) (Digitalisat und Volltext im Deutschen Textarchiv)
- Papa Hamlet, als Bjarne P. Holmsen, gemeinsam mit Johannes Schlaf, 1889 (Digitalisat und Volltext im Deutschen Textarchiv)
- Krumme Windgasse 20. Studie aus dem Studentenleben, gemeinsam mit Johannes Schlaf, Prosa, 1890
- Die Familie Selicke, gemeinsam mit Johannes Schlaf, Drama, 1890 (Digitalisat und Volltext im Deutschen Textarchiv)
- Die Kunst. Ihr Wesen und ihre Gesetze, 1891
- Der geschundne Pegasus. Eine Mirlitoniade in Versen, gemeinsam mit Johannes Schlaf, 1892
- Neue Gleise, gemeinsam mit Johannes Schlaf, 1892
- Berlin, das Ende einer Zeit in Dramen
  - Socialaristokraten, 1896
  - Sonnenfinsternis, Tragödie, 1908
  - Ignorabimus, 1913
- Phantasus, 1898/99
  - 1. Heft. Berlin, 1898 (Digitalisat und Volltext im Deutschen Textarchiv)
  - 2. Heft. Berlin, 1899 (Digitalisat und Volltext im Deutschen Textarchiv)
- Revolution der Lyrik, 1899
- Dr. Richard M. Meyer, Privatdozent an der Universität Berlin, ein litterarischer Ehrabschneider, 1900 (Digitalisat)
- Die Blechschmiede, Insel, Leipzig 1902
- Johannes Schlaf. Ein notgedrungenes Kapitel, 1902
- Lieder auf einer alten Laute, 1903
- Dafnis. Lyrisches Portrait aus dem 17. Jahrhundert, 1904
- Traumulus, Tragische Komödie, gemeinsam mit Oskar Jerschke, UA 1904 Lessing-Theater Berlin
- Frei!, Männerkomödie, gemeinsam mit Oskar Jerschke, 1907
- Gaudeamus!, Festspiel zur 350-jährigen Jubelfeier der Universität Jena, gemeinsam mit Oskar Jerschke, 1908
- Die Perle der Antillen, Komödie, gemeinsam mit Oskar Jerschke, 1909
- Büxl, Komödie, gemeinsam mit Oskar Jerschke, 1911
- Phantasus (erweiterte Fassung), 1916
- Die Blechschmiede. Mysterium (erweiterte Fassung), Petzschke & Gretschel, Dresden 1917
- Flördeliese, 1919
- Seltsame und höchst abenteuerliche Historie von der Insel Pimperle, 1919
- Die Blechschmiede oder der umgekippte, umgewippte, umgeschwippte, umgeflippte, umgestürzte Wunderpapierkorb … Pandivinium … Pandämonium … (Dritte Fassung), Sybillen-Verlag, Dresden 1921
- Die befreite deutsche Wortkunst, 1921
- Phantasus. Zur Einführung, 1922
- Trio Seraphicon, 1923
- Kindheitsparadies, 1924
- Der erste Schultag, 1924
- Phantasus (Fassung letzter Hand in drei Bänden), 1925
- Zwölf Liebesgedichte, 1926
- Entwurf einer „Deutschen Akademie“ als Vertreterin der geeinten deutschen Geistesarbeiterschaft, Offener, sehr ausführlicher Brief und Bericht an die Öffentlichkeit, 1926
- (postum) Scherz-Phantasus. Hrsg. v. Klaus M. Rarisch, in: die horen, Nr. 88 = Heft 4, 4. Quartal 1972, S. 3–7
- (postum) Kennst du das Land. Hrsg. v. Klaus M. Rarisch, 1977
- (postum) Des Schäfers Dafnis Fress-, Sauf- & Venuslieder. Hrsg. und mit einem Nachwort von Burkhard Moennighoff, Nachdruck der Ausgabe München, Konstantinopel & Neuwied, 1904, Verlag Haffmans, Zürich 2001, ISBN 978-3-251-20342-0
- Krzysztof D. Szatrawski (Hrsg.): Phantasus / Fantazus. Arno-Holz-Gesellschaft für polnisch-deutsche Verständigung e. V., Kętrzyn 2013, ISBN 978-83-929395-0-4 (deutsch, polnisch, Komplettausgabe der deutschen Urfassung (Erstes und Zweites Heft) von 1898–1899).

### Werkausgabe
- Das ausgewählte Werk, 1919
- Das Werk von Arno Holz. Hrsg. v. Hans W. Fischer. 10 Bde., 1924–1926
- Arno Holz. Werke. Hrsg. v. Wilhelm Emrich, 1961–1964

### Herausgebertätigkeit
- Emanuel Geibel. Ein Gedenkbuch, 1884
- Aus Urgroßmutter’s Garten. Ein Frühlingsstrauß aus dem Rokoko, 1903
- Von Guenther bis Goethe. Ein Frühlingsstrauß aus dem Rokoko, 1926

### Briefausgaben
- Briefe. Eine Auswahl. Hrsg. von Anita Holz und Max Wagner. München, 1948
- Hermann Bahr und Arno Holz: Briefwechsel 1887–1923. Hrsg. von Gerd-Hermann Susen und Martin Anton Müller. Göttingen 2015, ISBN 978-3-8353-1719-2